# Moloko
I Moloko sono stati un duo musicale anglo-irlandese di musica elettronica e pop, composto da Róisín Murphy (nata ad Arklow, Irlanda ma trasferitasi a Manchester a 12 anni) e Mark Brydon, di Sunderland.

## Il nome
Il nome del duo deriva dal mix di latte (“moloko” in russo) e anfetamine (Moloko Plus) consumata da Alex, protagonista del libro Arancia meccanica.

## Storia del gruppo
Róisín Murphy è nata a Arklow e non aveva precedenti esperienze musicali da professionista. Mark Brydon invece aveva già un lungo curriculum nell'ambiente della musica dance, come remixer e membro dei gruppi pop-house House Arrest e Cloud 9.
I due si incontrarono ad una festa a Sheffield dove Róisín Murphy approcciò Brydon con la frase, "Ti piace il mio maglione, guarda come mi sta bene" ("Do you like my tight sweater? See how it fits my body!"), frase che divenne poi il nome dell'album di debutto, intitolato appunto Do You Like My Tight Sweater? e registrato quando i due erano fidanzati. Il primo singolo pubblicato è Where Is the What if the What Is in the Why?. L'album d'esordio combina funk e dance, ma i Moloko, per il loro approccio ironico e scanzonato, verranno esaltati per il loro lato trip hop.
Il singolo Fun For Me viene inserito nella colonna sonora del film Batman & Robin (1997).
Nei mesi successivi alla pubblicazione del primo disco, i Moloko si fanno apprezzare anche nei live e si esibiscono anche con i Pulp.
Nel 1998 esce I Am Not a Doctor. L'anno dopo il gruppo ottiene un forte successo con la hit Sing It Back, che diviene molto popolare in Inghilterra e Spagna. Il brano viene remixato dal 
produttore house Boris Dlugosch. La canzone fu una grande hit nei club di Ibiza, e questa versione remixata arrivò nella Top 5 della classifica inglese dei singoli nel 1999, supportata anche da un video in stile psichedelico in cui Róisín Murphy indossa un vestito di placche metalliche. Sing It Back venne inclusa in addirittura 110 compilation musicali. L'album, d'altro canto, vende circa mezzo milione di copie.
Nel 2000 i Moloko iniziarono il tour insieme al percussionista Andrew Peckett, il tastierista Eddie Stevens e il chitarrista Dave Cooke.
Il secondo grande successo fu The Time Is Now, primo singolo del terzo album Things to Make and Do. Fu questo un album con meno elettronica e più arrangiamenti strumentali convenzionali. Partecipano al festival di Glastonbury e ad altri eventi live. Things to Make and Do ottiene il riconoscimento come disco di platino.
Nel 2001 il duo pubblica una raccolta di remix costituita da un doppio CD e intitolata All Back to the Mine.
Murphy e Brydon terminarono la loro relazione nel 2001. Successivamente lavorano quindi come amici e non più come amanti. Registrarono e pubblicarono il quarto album, Statues, con canzoni che riprendevano in parte gli elementi di musica elettronica dei primi due album. In Statues (2003) il tema della fine di una relazione e/o dei problemi di coppia compare in ogni canzone. Il singolo di lancio, pubblicato in febbraio, è Familiar Feelings.
Nel 2004 i Moloko pubblicano un DVD live, 11,000 Clicks, registrato alla Brixton Academy. Contiene molte delle canzoni più famose tra cui Indigo, Sing It Back e The Time Is Now.
Dopo il tour di promozione/supporto per Statues, i componenti dei Moloko hanno deciso insieme di percorrere strade diverse: Murphy ha iniziato una carriera da solista. Nonostante ciò, nel 2006 Murphy e Brydon, insieme al loro chitarrista Cooke, si sono riuniti per alcune esibizioni acustiche in radio per promuovere il loro album "best of" Catalogue. Attualmente non ci sono altri progetti di reunion, anche se la Murphy precisa che il gruppo non è morto e che non ha alcun interesse a "bruciare" il gruppo.
Róisín Murphy ha pubblicato nell'ottobre 2007 il suo secondo album solista, Overpowered, mentre Mark Brydon sta lavorando a gruppi minori nel suo studio.

## Discografia

### Album in studio
- 1995 - Do You Like My Tight Sweeter?
- 1998 - I Am Not a Doctor
- 2000 - Things to Make and Do
- 2003 - Statues

### Remix e compilation
- 2001 - All Back to the Mine
- 2006 - Catalogue
- 2016 - All Back to the Mine Vol. I
- 2016 - All Back to the Mine Vol. II

### Album live
- 2004 - 11,000 Clicks

### EP
- 1995 - The Moloko EP

### Singoli
- 1995 - Where Is the What If the What Is in Why?
- 1996 - Dominoid
- 1996 - Fun For Me
- 1996 - Day for Night
- 1998 - The Flipside
- 1998 - Sing It Back
- 1999 - Sing It Back (Remix)
- 2000 - The Time Is Now
- 2000 - Pure Pleasure Seeker
- 2000 - Indigo
- 2003 - Familiar Feeling
- 2003 - Forever More
- 2003 - Cannot Contain This
- 2005 - A Style Suite

## Riconoscimenti
- "Best International Live Act" - Belgian TMF Awards 2004